# Feelin' Myself
Feelin' Myself is een nummer van de Amerikaanse rapper Black Eyed Peas-rapper Will.i.am uit 2013, in samenwerking met zangeres Miley Cyrus, rappers French Montana en Wiz Khalifa, en DJ Mustard. Het nummer verscheen op de digitale heruitgave van Will.i.ams vierde soloalbum #willpower, als zevende en laatste single van dat album.
Op "Feelin' Myself" rapt French Montana het eerste couplet, Will.i.am rapt het tweede couplet, Miley Cyrus het derde en Wiz Khalifa neemt het laatste couplet voor zijn rekening. Het refrein wordt door Will.i.am en Cyrus samen gezongen. Het nummer werd een grote hit op de Britse eilanden, maar flopte in de Amerikaanse Billboard Hot 100 met een 96e positie. In Nederland haalde het nummer geen hitlijsten en in Vlaanderen haalde het de 2e positie in de Tipparade.